# Gyilkos csomorika
A gyilkos csomorika vagy egyszerűen csomorika (Cicuta virosa) az ernyősvirágzatúak (Apiales) rendjébe, ezen belül a zellerfélék (Apiaceae) családjába tartozó növényfaj. Korábban vízibüröknek is nevezték.

## Előfordulása
A gyilkos csomorika elterjedési területe Európában: Észak-, Közép- és Dél-Európa, valamint a Brit-szigetek. Európán kívül még megtalálható Ázsia mérsékelt övi területein, Grúziától Japánig, valamint a trópusi Indiában is. Kanadában és Alaszkában is fellelhető ez a növényfaj.
Hazánkban a Tisza-tavon és a Hármas-Körös vizén megtalálható.

## Megjelenése
A gyilkos csomorika többnyire vízben álló, évelő növény. Gyöktörzse függőleges, gumósan megvastagodott, belül üreges és haránt válaszfalakkal több kamrára tagolt. Szára 50–150 centiméter magas. Levelei nagyok, kétszeresen-háromszorosan szárnyasak. A levélkék épek, lándzsásak vagy szálasak, 4–8 centiméter hosszúak és 6–12 milliméter szélesek, szélük durván fűrészes. A virágok 8–20 sugarú ernyőkben helyezkednek el. A gallérlevelek hiányoznak, vagy csak 1-2 fejlődik, a gallérkalevelek száma 6–8. A termés kerekded, bordázott, a hosszánál szélesebb.
Tőkéje könnyen összetéveszthető a pasztinákéval, illetve a zellerével.

## Életmódja
A gyilkos csomorika kisebb-nagyobb tavak partján, nádasokban, magas sásosokban, dagadólápokon nő.
A virágzási ideje júliustól szeptember végéig tart.

## Érdekességek
1541-től már van forrás arra nézve, hogy latinul cicutának nevezték a növényt, ami zavart keltett, lévén a cicuta a foltos bürök megnevezésére is szolgált. A nevek körüli zavart a modern rendszertan atyja, Carl von Linné tisztázta azzal, hogy 1737-ben visszaállította a bürök nemzetség régebbi latin nevét, a coniumot (a foltos bürök megnevezésére pedig a Conium maculatum kettős nevet alkalmazta).
A gyilkos csomorika a legmérgezőbb növények közé tartozik. Minden része, de elsősorban kellemes, zellerillatú, édes ízű gyöktörzse erősen mérgező cikutoxint tartalmaz. A faj ennek ellenére a termesztett ernyősvirágzatú növényfajok egy részénél (ánizs, édeskömény, fűszerkömény) kártevőnek számító köménymoly (Depressaria daucella) egyik fő tápnövénye.

## Képek

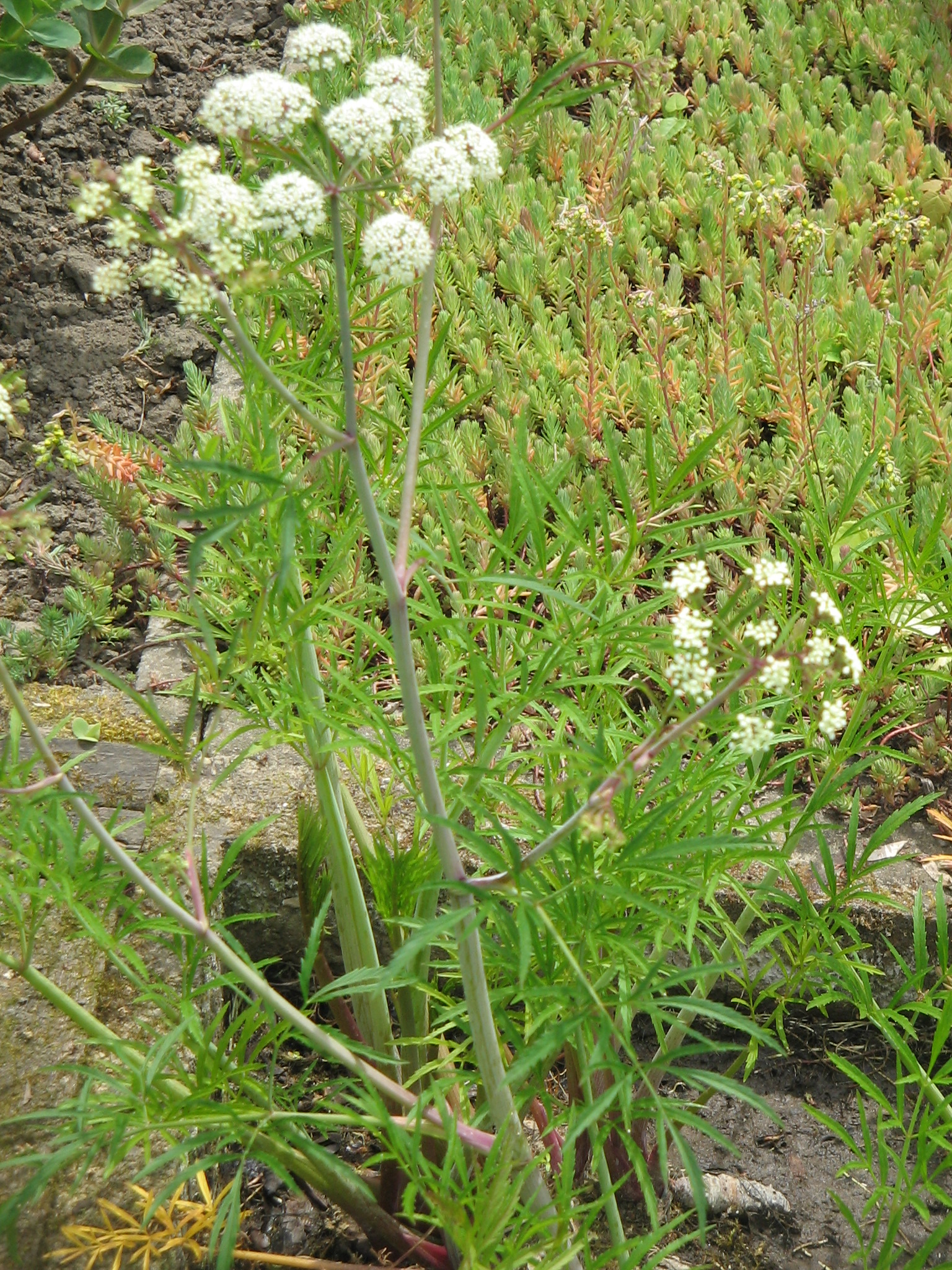
A növény
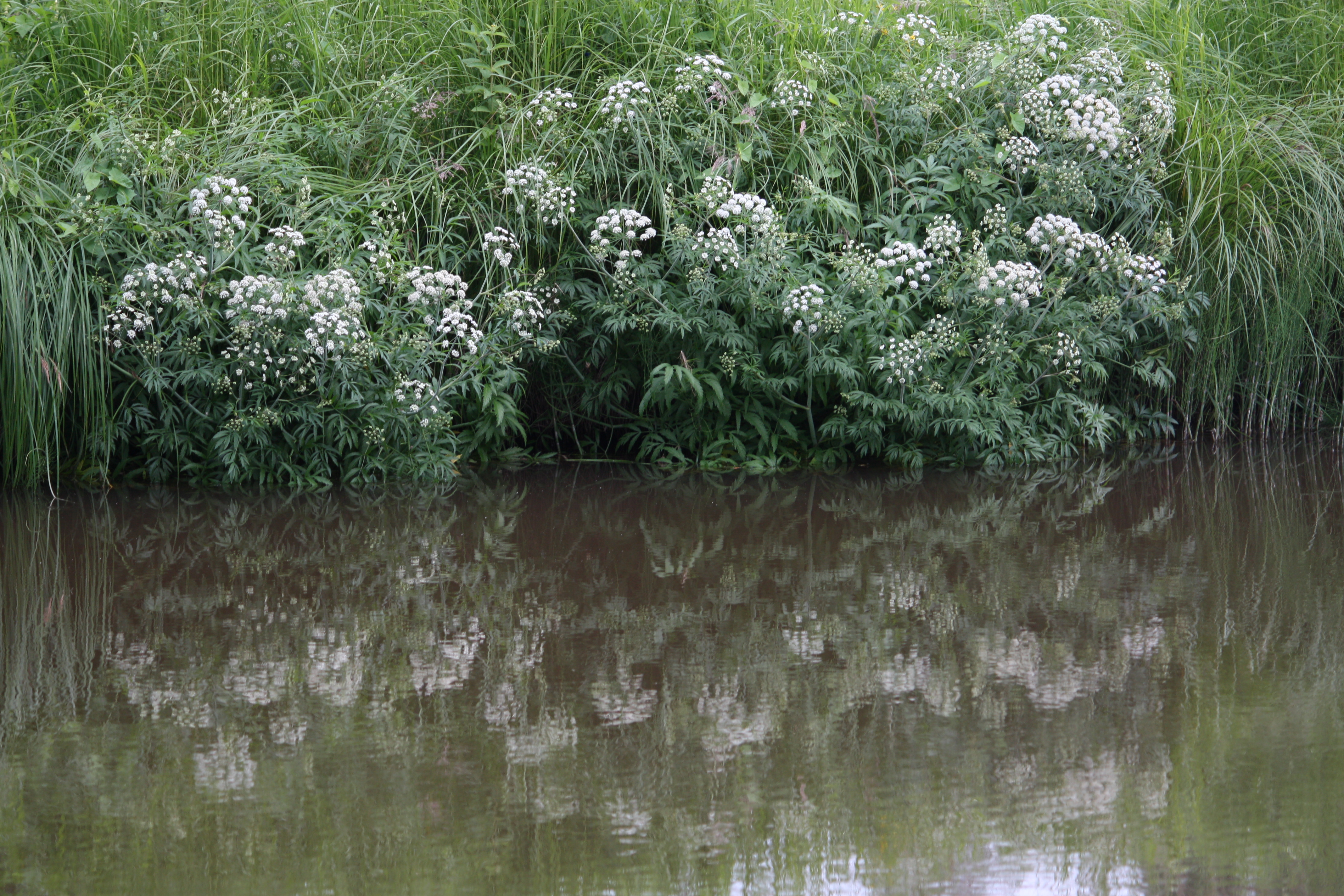
a vízparton
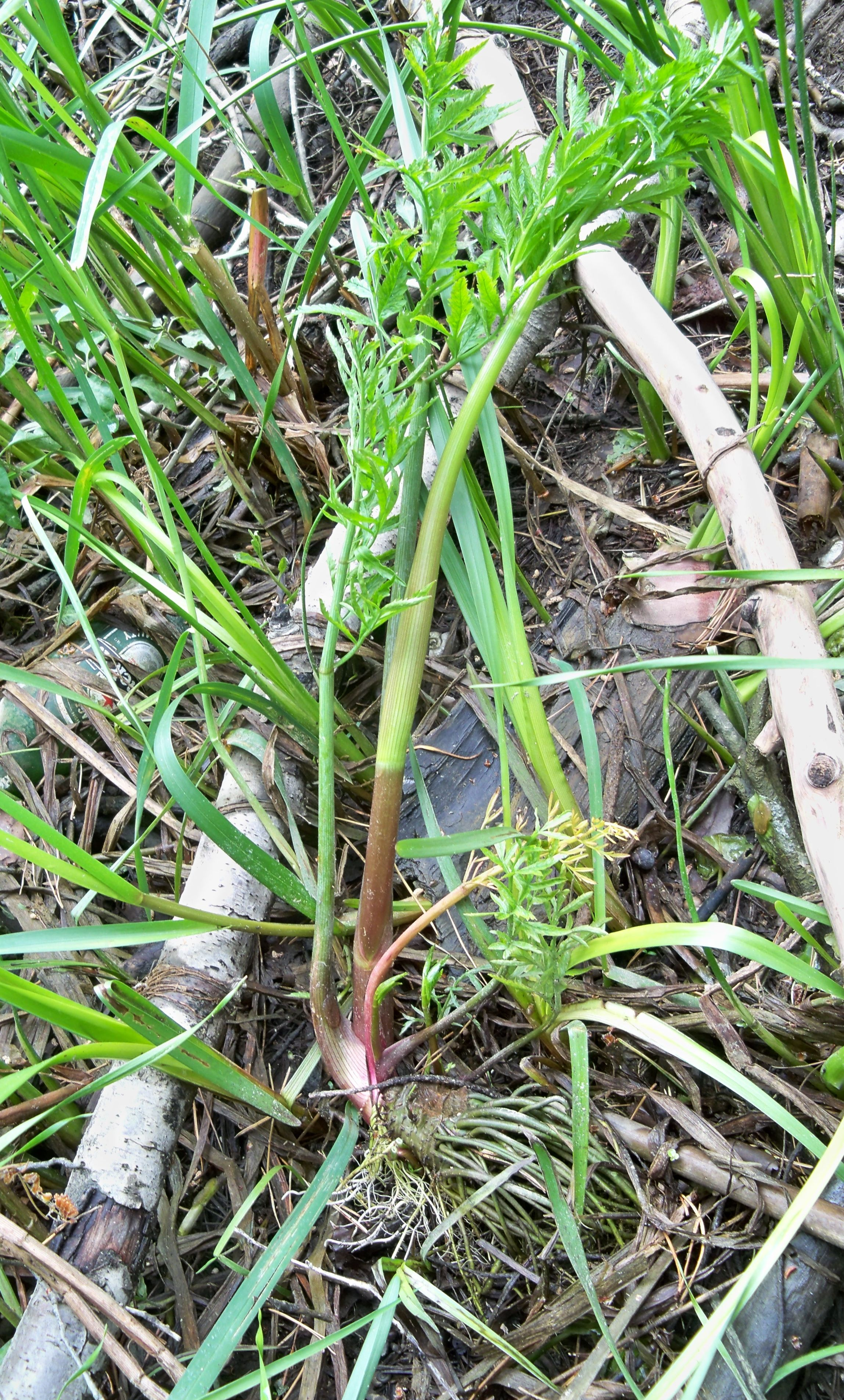
Gyökerestül
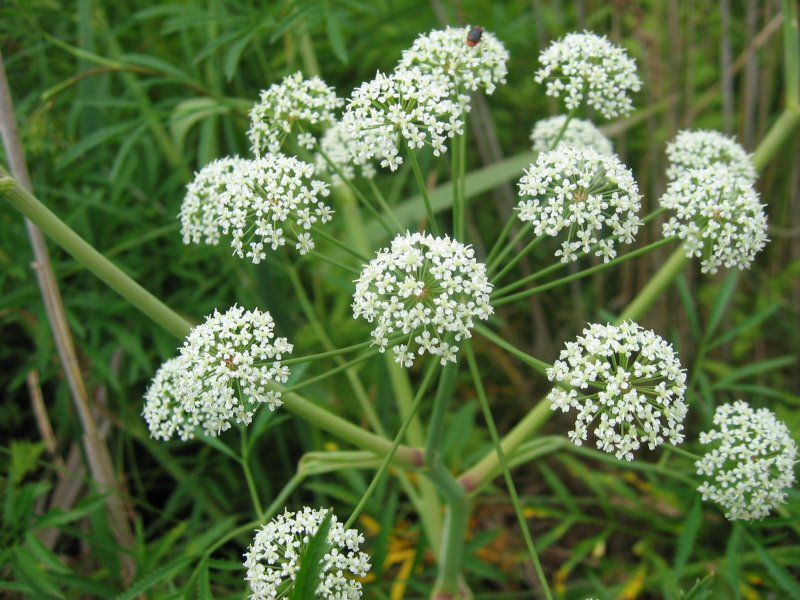
Virágai
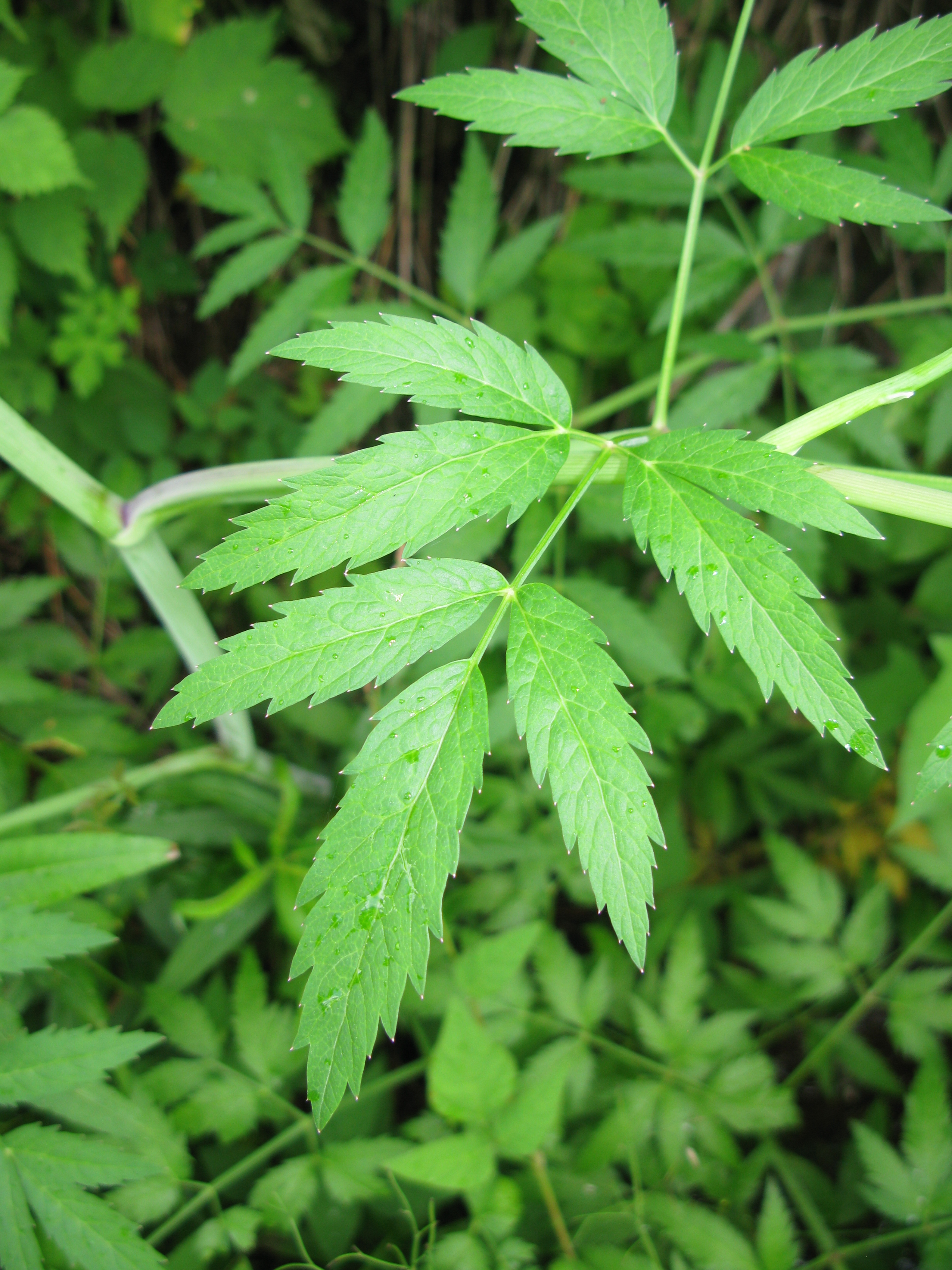
Levelei
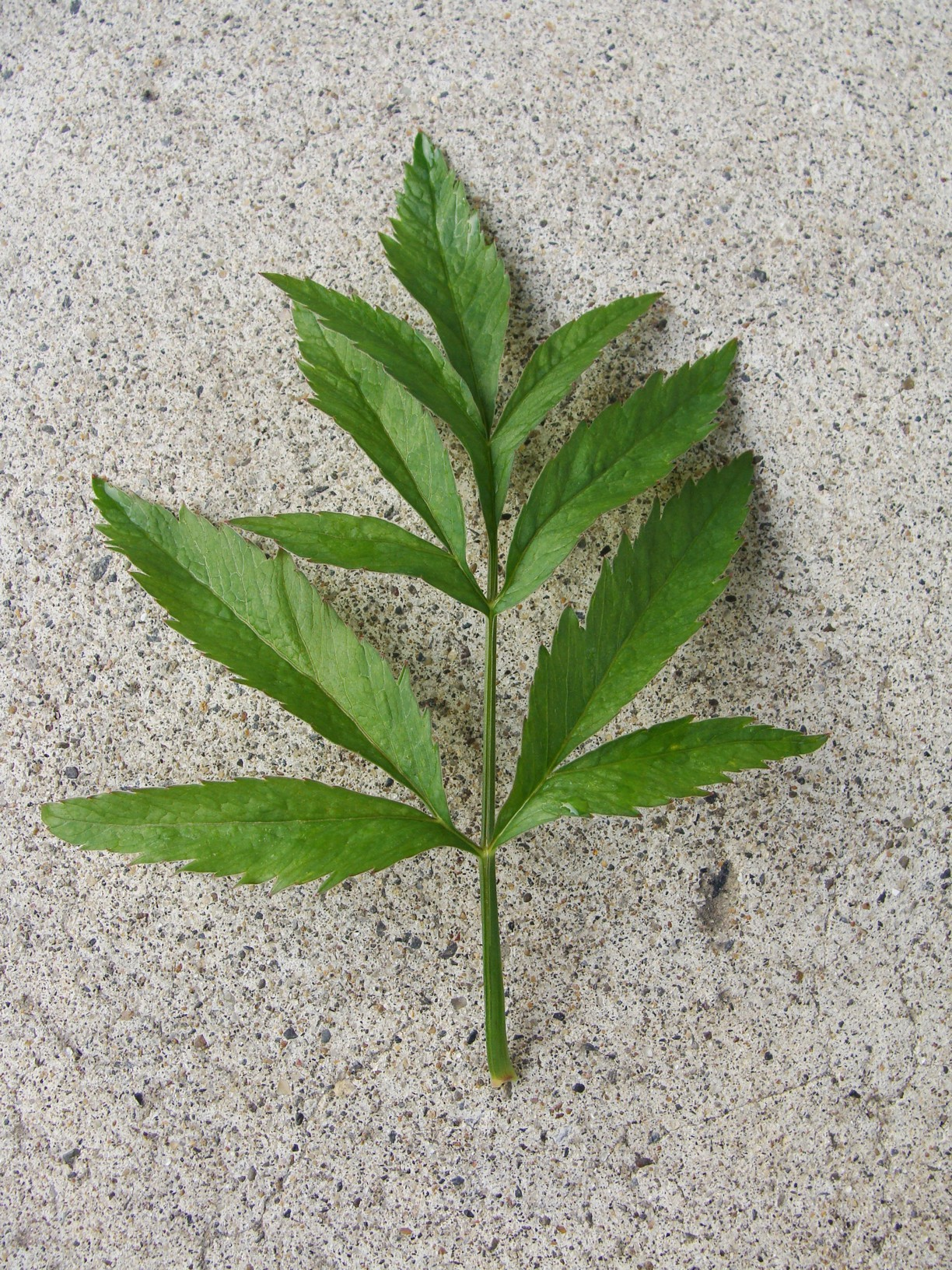
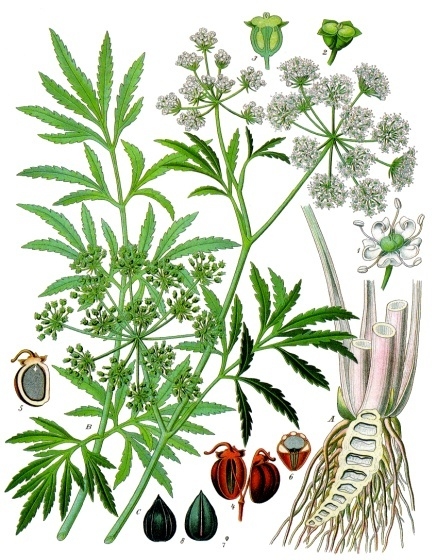
Rajzok a növényről
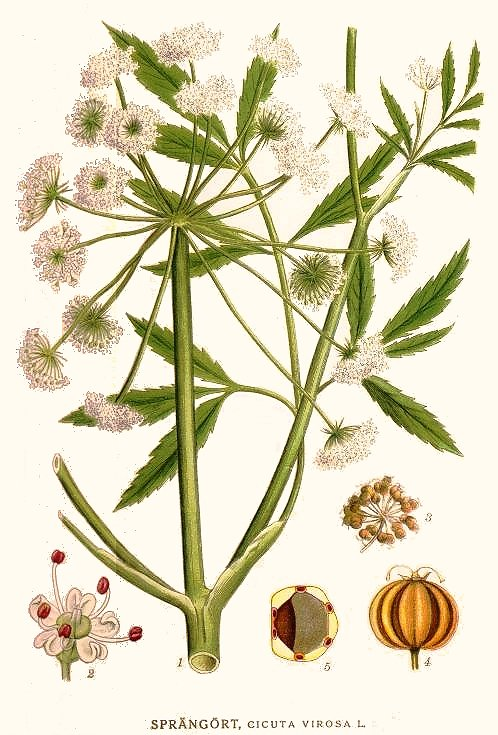
és annak részeiről